# Huntsville (Tennessee)
Huntsville es un pueblo ubicado en el condado de Scott en el estado estadounidense de Tennessee. En el Censo de 2010 tenía una población de 1.248 habitantes y una densidad poblacional de 122,67 personas por km².

## Geografía
Huntsville se encuentra ubicado en las coordenadas 36°24′38″N 84°30′14″O / 36.41056, -84.50389. Según la Oficina del Censo de los Estados Unidos, Huntsville tiene una superficie total de 10.17 km², de la cual 10.17 km² corresponden a tierra firme y (0%) 0 km² es agua.

## Demografía
Según el censo de 2010, había 1.248 personas residiendo en Huntsville. La densidad de población era de 122,67 hab./km². De los 1.248 habitantes, Huntsville estaba compuesto por el 98.32% blancos, el 0.08% eran afroamericanos, el 0.4% eran amerindios, el 0.08% eran asiáticos, el 0% eran isleños del Pacífico, el 0.48% eran de otras razas y el 0.64% pertenecían a dos o más razas. Del total de la población el 0.56% eran hispanos o latinos de cualquier raza.